# Kfz-Kennzeichen (Thailand)
Thailändische Kfz-Kennzeichen entsprechen in der Regel einer Größe von 340 mm × 150 mm. Sie zeigen zwei Buchstaben des thailändischen Alphabets, von denen der erste die Art des Fahrzeuges angibt. Es folgen maximal vier Ziffern. Am unteren Rand erscheint der Name der Provinz, in der das Fahrzeug zugelassen wurde, ebenfalls in thailändischer Schrift. Da in Bangkok bereits alle möglichen Kombinationen nach diesem Schema erschöpft sind, werden seit 2012 Schilder mit einer weiteren Ziffer an erster Stelle ausgegeben. Je nach Verwendungszweck und Fahrzeugart werden verschiedene Farbkombinationen genutzt.
Kennzeichen für Busse und Lkw nutzen eine etwas andere Gestaltung. Sie zeigen zunächst zwei Ziffern, die die Art des Fahrzeuges angeben. Nach einem Bindestrich folgt eine vierstellige Seriennummer. Am oberen Schildrand erscheint der Landesname links von einer zwei- oder dreistelligen Zahl, welche die Provinz verschlüsselt. Wie auf den anderen Schildern wird der vollständige Provinzname an der Unterseite dargestellt. Das bedeutet, dass die Nummer nicht eindeutig ist. Nur im Zusammenhang mit dem Provinznamen ist das Nummernschild eindeutig. Privatfahrzeuge weisen einen weißen Hintergrund auf, kommerziell genutzte einen gelben. 
Übersicht über die Kennzeichentypen:
| Fahrzeugart                                           | Farben                                                                                        | Beispielbild |
| ----------------------------------------------------- | --------------------------------------------------------------------------------------------- | ------------ |
| Privatfahrzeuge (einschließlich Pick-ups mit 4 Türen) | schwarz auf weiß                                                                              |              |
| Privatfahrzeuge (einschließlich Pick-ups mit 4 Türen) | ersteigerte Wunschkennzeichen mit besonderer Zahlenkombination und Hintergrundbild            |              |
| Private Kleinbusse                                    | blau auf weiß                                                                                 |              |
| Private Pick-ups (Mit zwei Türen)                     | grün auf weiß                                                                                 |              |
| Private Tuk-Tuks                                      | rot auf weiß                                                                                  |              |
| Überregionale Taxis                                   | rot auf gelb                                                                                  |              |
| Taxis (Pkw)                                           | schwarz auf gelb                                                                              |              |
| Taxis (Tuk-Tuks)                                      | grün auf gelb                                                                                 |              |
| Taxis (Kleinbusse)                                    | blau auf gelb                                                                                 |              |
| Mietwagen                                             | weiß auf grün                                                                                 |              |
| Anhänger und Traktoren                                | schwarz auf orange                                                                            |              |
| Private Busse und Lkw                                 | schwarz auf weiß                                                                              |              |
| Kommerzielle Busse und Lkw                            | schwarz auf gelb                                                                              |              |
| Motorräder, Motorroller                               | schwarz auf weiß                                                                              |              |
| Motorroller                                           | schwarz auf weiß, Band in der Mitte: schwarz auf rot (Zwei-Buchstaben-Kürzel für die Provinz) |              |